# Diccionario biográfico de pintores
El Diccionario biográfico de pintores es una obra del chileno Pedro Lira, publicada por primera vez en 1902.

## Descripción
| «Á fin de purgar y de hacerme perdonar ese pecado [que no haya muchos autores americanos], continúo actualmente mis investigaciones sobre la materia; y abrigo la esperanza de que, andando el tiempo, he de poder llenar tales vacíos en una segunda edición, corrigiendo á la vez en ella los otros defectos que la buena crítica y mis amigos me señalen» —Lira, en la introducción |

El diccionario biográfico, que está dedicado a la memoria de Marcos Maturana y Arturo Maximiano Edwards Ross y también a Eusebio Lillo, surge a raíz de la imposibilidad para encontrar «algún libro manual» que le permitiera «conocer á los pintores más distinguidos de todos los paises y de todos los tiempos hasta nuestros días», según explica Lira en la introducción. Ofrece breves reseñas biográficas de pintores de diferentes partes del mundo, desde Niccolò dell'Abbate, con el que comienza, hasta Lambert Sustris, con quien concluye cuatrocientas cincuenta páginas después. Incluye, asimismo, dos apéndices: uno de pintores vivos hasta el año 1900, con «indicación de sus nombres, de sus nacionalidades y de sus recompensas honoríficas», y otro más concreto, de «pintores chilenos vivos en 1901», en «obsequío» a su nacionalidad.
Señalan Accatino, Maza y Valdés que el trabajo de Lira se presenta «como una instancia de evaluación del estado del arte que le es contemporáneo», con unos juicios personales que se corresponden con «su propia percepción de lo que debía ser el arte». El pintor Onofre Jarpa apunta que con el diccionario Lira «manifestó su erudición en la materia», que «a pocas compara».